# Jasienica (gromada w powiecie szczecińskim)
Jasienica – dawna gromada, czyli najmniejsza jednostka podziału terytorialnego Polskiej Rzeczypospolitej Ludowej w latach 1954–1972.
Gromady, z gromadzkimi radami narodowymi (GRN) jako organami władzy najniższego stopnia na wsi, funkcjonowały od reformy reorganizującej administrację wiejską przeprowadzonej jesienią 1954 do momentu ich zniesienia z dniem 1 stycznia 1973, tym samym wypierając organizację gminną w latach 1954–1972.
Gromadę Jasienica z siedzibą GRN w Jasienicy (obecnie w granicach Polic) utworzono – jako jedną z 8759 gromad na obszarze Polski – w powiecie szczecińskim w woj. szczecińskim na mocy uchwały nr V/51/54 WRN w Szczecinie z dnia 5 października 1954. W skład jednostki weszły obszary dotychczasowych gromad Dębostrów, Drogoradz, Jasienica, Karpin, Niekłończyca, Tatynia i Uniemyśl ze zniesionej gminy Jasienica w tymże powiecie. Dla gromady ustalono 25 członków gromadzkiej rady narodowej.
31 grudnia 1959 do gromady Jasienica włączono południowo-zachodnią część wód Zalewu Szczecińskiego o powierzchni 375 ha ze znoszonej gromady Trzebież w tymże powiecie.
Gromada przetrwała do końca 1972 roku, czyli do kolejnej reformy gminnej.